# Viking 1
Viking 1 là một trong hai tàu không gian đầu tiên (cùng với Viking 2) được gửi tới Sao Hỏa trong chương trình Viking của NASA. Nó cũng thả thiết bị đổ bộ thành công đầu tiên xuống Sao Hỏa và thiết bị đã thực hiện thành công nhiệm vụ của nó, và giữ kỷ lục là thiết bị hoạt động lâu nhất trên bề mặt Sao Hỏa với Bản mẫu:Tuổi in days ngày Trái Đất (từ lúc đổ bộ cho tới khi kết thúc hoạt động) hay 2245 ngày Sao Hỏa cho tới khi kỷ lục bị phá vỡ bởi robot tự hành Opportunity vào ngày 19 tháng 5 năm 2010.